# حملة تراجان الفرثية

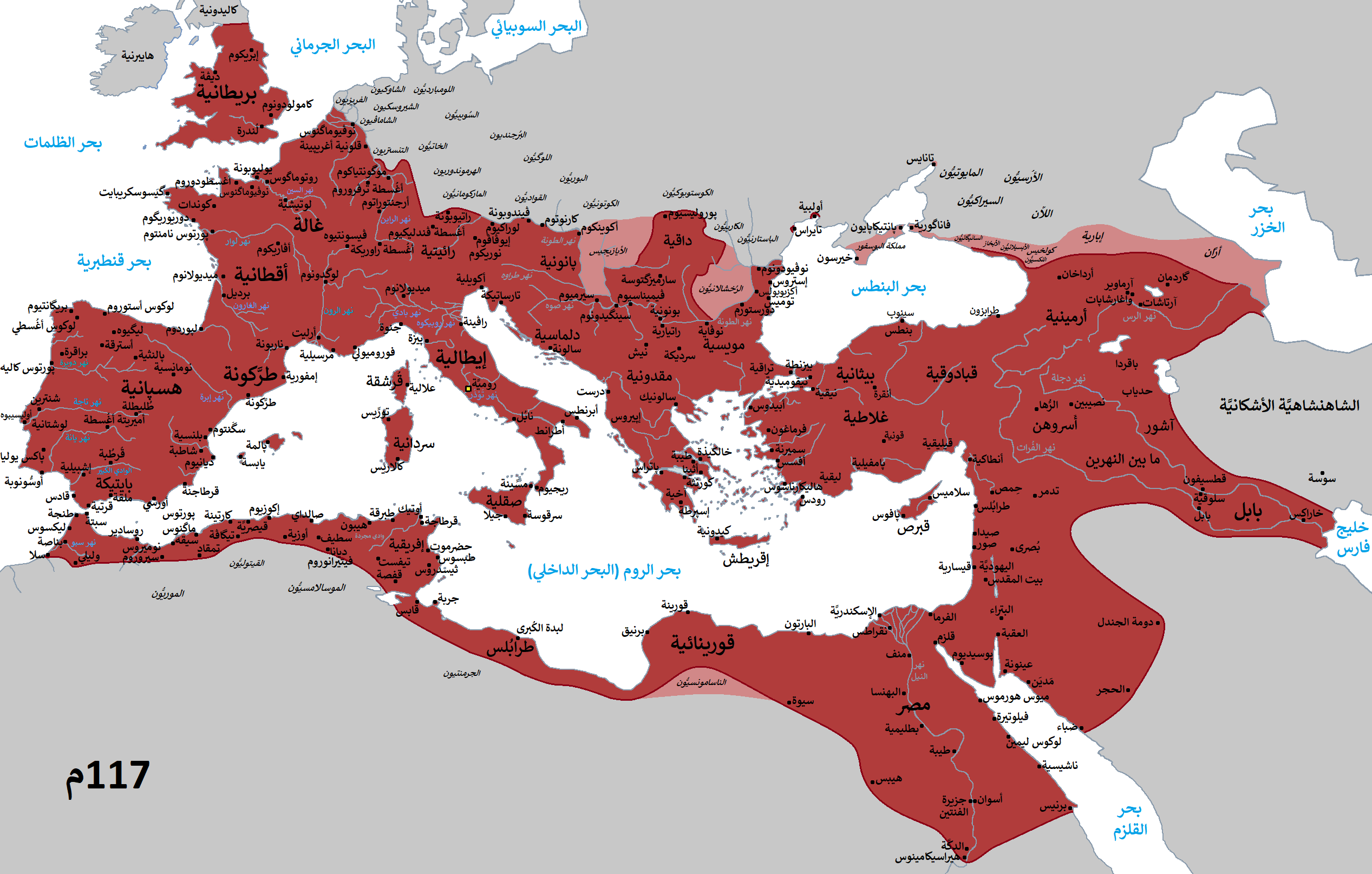
مدى الإمبراطورية الرومانية تحت تراجان (117)

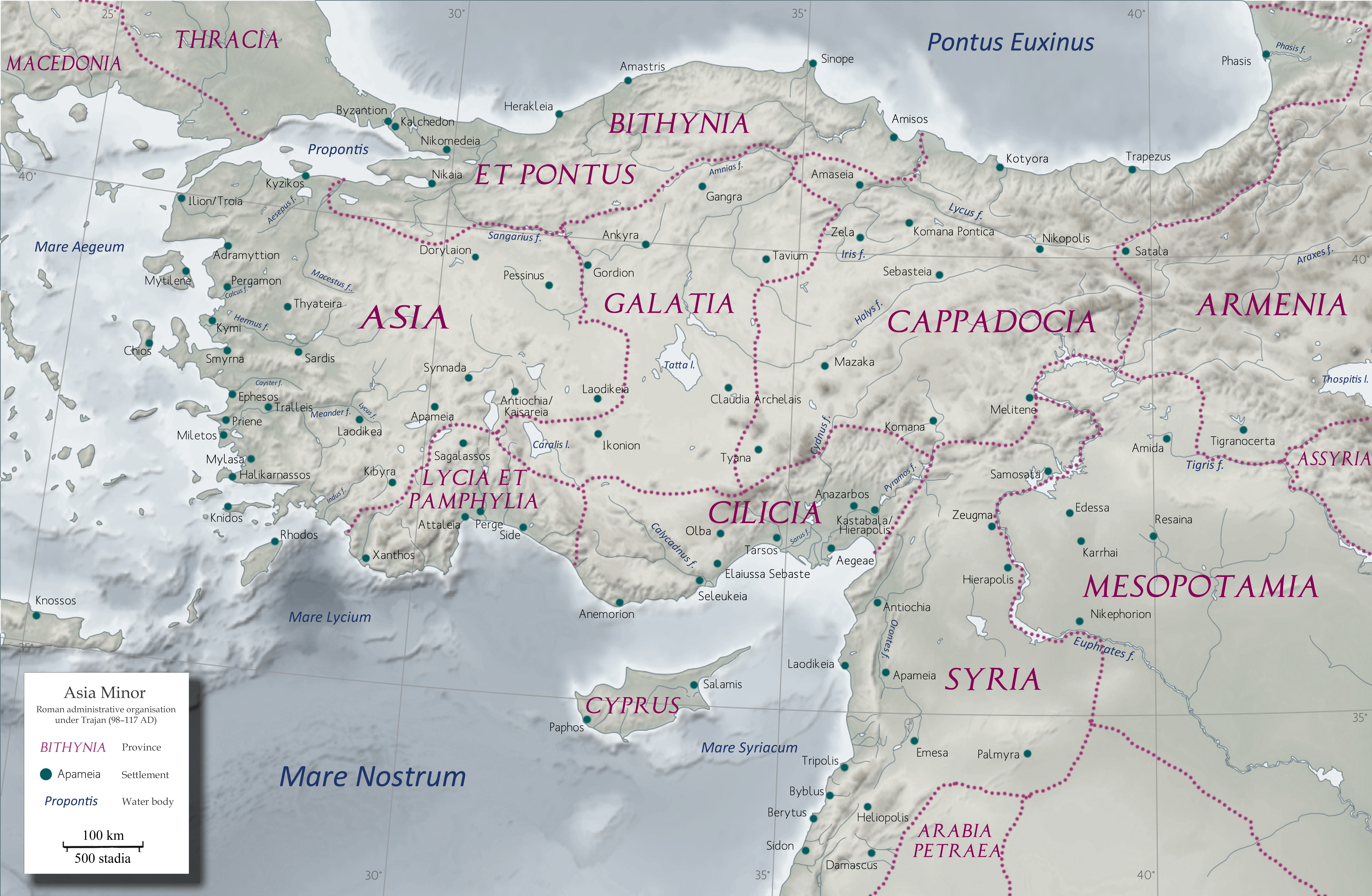
الأناضول وغرب القوقاز وشمال الشام تحت تراجان

حملة تراجان الفرثية، والمعروفة أيضًا باسم حرب تراجان الفرثية، هي حملة عسكرية انخرط فيها الإمبراطور الروماني تراجان في العام 115 ضد الإمبراطورية الفرثية في بلاد ما بين النهرين. كانت الحرب ناجحة في البداية للرومان، ولكن بسبب سلسلة من الانتكاسات، بما في ذلك تمردات واسعة النطاق في شرق البحر الأبيض المتوسط وشمال أفريقيا، وكذلك وفاته في 117، فقد انتهت بانسحاب روماني.
في 113، قرر تراجان أن الوقت قد حان لحل «المسألة الشرقية» بشكل نهائي من خلال إلحاق هزيمة حاسمة بفرثيا وضم أرمينيا؛ كانت فتوحاته بمثابة تغيير متعمد للسياسة الرومانية تجاه فرثيا، وتحولًا في التركيز على «الاستراتيجية الكبرى» للإمبراطورية. في 114، غزا تراجان أرمينيا، وضمها كمقاطعة رومانية، وقتل بارثاماسيريس الذي وضعه قريبه، ملك فرثيا، أوسرويس الأول على العرش الأرمني. في عام 115، اجتاح الإمبراطور الروماني شمال بلاد ما بين النهرين وضمها إلى روما أيضًا؛ اعتبر غزوها ضروريًا، وإلا يمكن قطع يمكن قطع النتوء الأرمني من قبل الفرثيين من الجنوب. ثم استولى الرومان على العاصمة الفرثية، قطسيفون، قبل الإبحار إلى نهر الخليج العربي.
ومع ذلك، اندلعت الثورات في ذلك العام في شرق البحر الأبيض المتوسط وشمال أفريقيا وشمال بلاد ما بين النهرين، في حين اندلعت ثورة يهودية كبيرة في الأراضي الرومانية، مما أدى إلى شد الموارد العسكرية الرومانية بشدة. فشل تراجان في الاستيلاء على الحضر، والتي تجنبت الهزيمة الفرثية الكاملة. هاجمت القوات الفرثية المواقع الرومانية الرئيسية، بينما تم طرد السكان المحليين الحاميات الرومانية في سلوقية ونصيبين والرها. أخضع تراجان المتمردين في بلاد ما بين النهرين، ونصب الأمير الفرثي بارثاماسباتيس كحاكم عميل، وانسحب إلى سوريا. توفي تراجان في 117 قبل أن يتمكن من تجديد الحرب.
تعتبر حملة تراجان الفرثية، من نواح مختلفة، ذروة «قرنين من المواقف السياسية والتنافس المرير». كان تراجان أول إمبراطور ينفذ غزوًا ناجحًا لبلاد ما بين النهرين. لقد فإن مخططاته الكبيرة لأرمينيا وبلاد ما بين النهرين «قُطعت في النهاية بسبب الظروف التي أوجدها الفهم الخاطئ للحقائق الإستراتيجية للغزو الشرقي والتقليل من شأن ما يمكن أن يفعله تمرد ما».

## الخلفية
في 113، شرع تراجان في حملته الأخيرة، التي أثارتها قرار الإمبراطورية الفرثية بوضع ملك غير مقبول على عرش أرمينيا، وهي مملكة كانت الإمبراطورتان قد هيمنتَا عليها منذ عهد نيرون، قبل حوالي خمسين عامًا. [بحاجة لمصدر]
يعتبر العديد من المؤرخين الحديثين أن قرار تراجان بشن حرب ضد فرثيا ربما كان له دوافع اقتصادية: فعقب ضم تراجان للعربية، قام ببناء طريق جديد، طريق ترايانا نوفا، يمتد من بصرى إلى العقبة على البحر الأحمر. وهذا جعل خاراكس الموجودة على الخليج العربي المحطة الغربية الوحيدة المتبقية لطريق التجارة الهندي خارج السيطرة الرومانية المباشرة، كان هذا التحكم مهمًا من أجل خفض أسعار الاستيراد والحد من استنزاف المعادن الثمينة المفترض بسبب العجز في التجارة الرومانية مع الشرق الأقصى.
ليس هناك شك في أن خاراكس كان تتاجر مع الإمبراطورية الرومانية، حيث أن اتصالاتها الفعلية مع تجار تدمر خلال الفترة موثقة جيدًا في نقوش تدمرية معاصرة تحكي عن تكريم العديد من مواطني تدمر لتوليهم مناصب في خاراكس. أيضًا، ربما كانت مجالات حكام خاراكس في ذلك الوقت تشمل جزر البحرين (حيث تولى مواطن تدمري منصبًا، بعد وقت قصير من وفاة تراجان، كمرزبان) ولكن بعد ذلك، تم التعيين من قبل ملك فرثي من خاراكس) وهو شيء عرض إمكانية توسيع الهيمنة الرومانية في الخليج العربي نفسه. سيكون الأساس المنطقي لحملة تراجان، في هذه الحالة، هو كسر نظام التجارة في الشرق الأقصى من خلال المدن السامية («العربية») التي تحت سيطرة فرثيا ووضعها تحت السيطرة الرومانية بدلاً من ذلك.
في غزواته في داتشيان، لجأ تراجان بالفعل إلى الوحدات المساعدة السورية، التي كان للمحاربين القدامى، إلى جانب التجار السوريين، دور مهم في الاستعمار اللاحق لداسيا. لقد قام بتجنيد وحدات تدمرية في جيشه، بما في ذلك وحدة الجمال، وبالتالي يبدو أنه حصل على دعم تدمري لهدفه النهائي المتمثل في ضم خاراكس. حتى أنه غامر في حملته فعندما ضم تراجان أرمينيا في وقت سابق من حملته، كان ملزمًا بضم بلاد ما بين النهرين بأكملها خشية أن يوقف الفرثيون تدفق التجارة من الخليج العربي و / أو إثارة مشاكل على الحدود الرومانية على نهر الدانوب.
يرفض المؤرخون الآخرون هذه الدوافع، لأن «السيطرة» الفرثية المفترضة على طريق التجارة البحرية في الشرق الأقصى كانت، في أفضل الأحوال، تخمينية وقائمة على قراءة انتقائية للمصادر الصينية، – يبدو أن التجارة عن طريق البر عبر فرثيا لم تعرقلها السلطات الفرثية وتركت فقط لأجهزة المشاريع الخاصة. يبدو أن النشاط التجاري في بلاد ما بين النهرين في القرن الثاني كان ظاهرة عامة، اشترك بها العديد من الناس داخل وخارج الإمبراطورية الرومانية، دون أي إشارة إلى سياسة إمبراطورية منسقة تجاهها. وكما في حالة alimenta، اعتبر علماء مثل موسيس فينلي وبول فين الفكرة الكاملة لـ«سياسة» التجارة الخارجية وراء حرب تراجان مفارقة تاريخية. وفقًا لهم، فإن الاهتمام الروماني الوحيد بتجارة الكماليات مع الشرق الأقصى – بالإضافة إلى تحصيل الضرائب والرسوم الجمركية كان أخلاقيًا وشمل الاستياء من «رقة» الكماليات، ولكن لم تكن هناك سياسة اقتصادية. في غياب أدلة قاطعة، ربما كانت التجارة بين روما والهند أكثر توازنًا بكثير، من حيث كميات المعادن الثمينة المتبادلة: أحد مصادر فكرة استنزاف الذهب الروماني – كان عم بلينيوس الأصغر بلينيوس الأكبر – قد وصف في وقت سابق السهول الغانغية بأنها أحد مصادر الذهب للإمبراطورية الرومانية. وفي كتابه المثير للجدل حول الاقتصاد القديم، يعتبر فينلي أن هجوم تراجان «الخاطئ للغاية والمكلف على فرثيا» هو مثال على العديد من «الحروب التجارية» الرومانية التي كانت موجودة فقط في كتب الحديث المؤرخين المعاصرين.
ترى وجهة النظر البديلة أن الحملة كانت مدفوعة بإغراء الضم الإقليمي والهيبة، والذي كان الدافع الوحيد الذي أسنده كاسيوس ديو.
وبقدر ما تضمن الغزو الإقليمي المشاركة لجمع الضرائب، خاصة من ضريبة ال25% المفروضة على جميع السلع التي تدخل الإمبراطورية الرومانية، وtetarte، يمكن للمرء أن يقول أن حرب تراجان الفارثية كانت بدافع «اقتصادي». أيضًا، كانت هناك قيمة دعائية لغزو شرقي من شأنه أن يحاكي، على الطريقة الرومانية، الإسكندر الأكبر. لقد أثيرت حقيقة أن مبعوثين من الإمبراطورية الكوشانية قد حضروا الاحتفالات التذكارية لحرب داتشيان قد أشعلت في بعض المثقفين اليونانيين الرومان مثل فلوطرخس – الذي كتب عن ضرورة وجود 70 ألف جندي روماني فقط لغزو الهند – وكذلك في المقربين من تراجان، أحلام المضاربة حول الغنائم التي يمكن الحصول عليها عن طريق إعادة إنتاج الغزوات الشرقية المقدونية.
أيضًا، من الممكن أن يكون ارتباط تراجان بسياسة توسعية مدعومًا بدائرة قوية من أعضاء مجلس الشيوخ المحافظين من هسبانيا الذين التزموا بسياسة التوسع الإمبراطوري، من بينها سورا القوية. يمكن للمرء أن يفسر الحملة بحقيقة أنه بالنسبة للرومان، كانت إمبراطوريتهم غير محدودة من حيث المبدأ، وأن تراجان استغل الفرصة فقط لجعل الفكرة والواقع يتزامنان.
أخيرًا، يعتقد مؤرخون حديثون آخرون أن أهداف تراجان الأصلية كانت عسكرية بحتة ومتواضعة تمامًا: لضمان حدود شرقية أكثر قابلية للدفاع عنها للإمبراطورية الرومانية لعبور شمال بلاد ما بين النهرين على طول نهر الخابور من أجل توفير غطاء لأرمينيا الرومانية. هذا التفسير مدعوم بحقيقة أن جميع الحروب الرومانية اللاحقة ضد فرثيا تهدف إلى تأسيس وجود روماني في عمق فرثيا نفسها.

## الجدول الزمني

### التخطيط للحملة
تم التخطيط للحملة مسبقًا بعناية: تم تركيز عشرة جحافل في المسرح الشرقي. ومنذ 111، تشهد مراسلات الإسكندرون الأصغر على حقيقة أن السلطات الإقليمية في بيثينيا كان عليها تنظيم الإمدادات للقوات المارة، وكان على مجالس المدن المحلية وأفرادها تحمل جزء من النفقات المتزايدة من خلال إمداد القوات بأنفسهم. لذلك، كانت الحملة المقصودة مكلفة للغاية منذ بدايتها.

### أرمينيا
زحف تراجان أولًا إلى أرمينيا، وأطاح بالملك المعين من الفرثيين (الذي قُتل بعد ذلك أثناء احتجازه في عهدة القوات الرومانية في حادث غير واضح، وصفه فرونتو لاحقًا بأنه انتهاك لحسن نية روماني) وضمها إلى الإمبراطورية الرومانية كمقاطعة، كما انشغل في تمرير الاعتراف بالسيطرة الرومانية من قبل قبائل مختلفة في القوقاز وعلى الساحل الشرقي للبحر الأسود – وهي عملية جعلته مشغولًا حتى نهاية 114. وفي الوقت نفسه، عبر رتل روماني تحت قيادة المندوب لوسيوس كوييتوس – جنرال بارز من سلاح الفرسان قد أشار إلى نفسه خلال حروب داتشيان بقيادة وحدة من موطنه موريطنية – عبر نهر أراكسيس من أرمينيا إلى ميديا أتروباتين وأرض المارديين (غيلان حاليًا).
يمكن أن تهدف حملة كوييتوس إلى توسيع الحدود الرومانية الأحدث والأكثر قابلية للدفاع شرقًا باتجاه بحر قزوين وإلى الشمال عند سفوح القوقاز.

### بلاد ما بين النهرين
التسلسل الزمني للأحداث اللاحقة غير مؤكد، ولكن يُعتقد بشكل عام أن تراجان قد أطلق في وقت مبكر من عام 115 حملة بلاد ما بين النهرين، سائرًا نحو جبال طوروس لتوحيد المنطقة بين نهري دجلة والفرات. لقد وضع حاميات دائمة على طول الطريق لتأمين المنطقة. بينما انتقل تراجان من الغرب إلى الشرق، تحرك لوسيوس كوييتوس مع جيشه من بحر قزوين باتجاه الغرب، أدى كلا الجيشين حركة كماشة ناجحة، كانت نتيجتها الواضحة هي تأسيس وجود روماني في الإمبراطورية الفرثية، مع أخذ تراجان مدن بلاد ما بين النهرين الشمالية نصيبين وBatnae وتنظيم محافظة بلاد ما بين النهرين، بما في ذلك مملكة الرها – حيث خضع الملك أبجر السابع لتراجان علنًا – كمحمية رومانية. قد تكون هذه العملية اكتملت في بداية عام 116، عندما تم إصدار عملات معدنية تعلن وضع أرمينيا وبلاد ما بين النهرين تحت سلطة الشعب الروماني. يبدو أن المنطقة الواقعة بين نهر الخابور والجبال المحيطة بسينجارا قد اعتبرت الحدود الجديدة، وعلى هذا النحو فقد تلقت طريقًا محاطًا بالحصون.

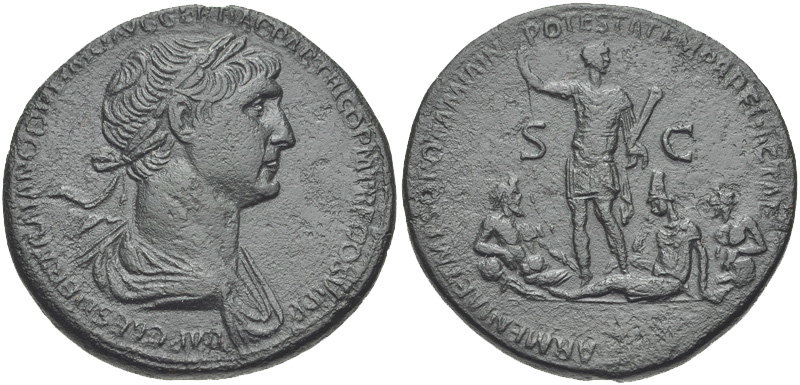
إصدار Sestertius من قبل مجلس الشيوخ (SC ، Senatus Consultus) خلال 116 لإحياء ذكرى انتصارات تراجان الفرثية. الوجه: تمثال نصفي تراجان، مع تاج الغار. التسمية التوضيحية: لقب تراجان. الخلف: تراجان واقفًا بين رموز السجود لأرمينيا (توج بتاج) ونهر دجلة والفرات. التسمية التوضيحية: «أرمينيا وبلاد ما بين النهرين وضعت تحت سلطة الشعب الروماني».

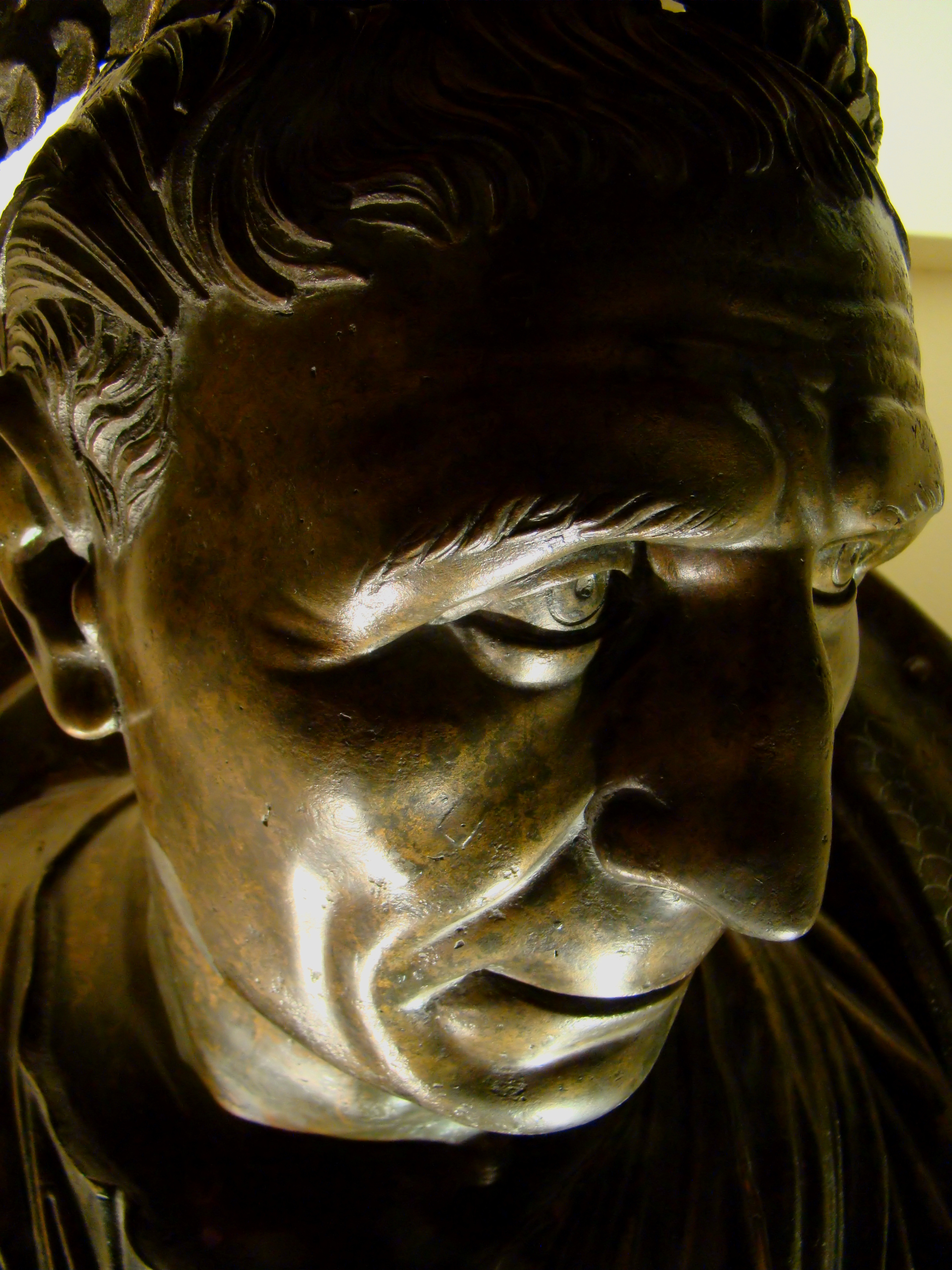
تمثال برونزي لتراجان في سنواته الأخيرة، متحف الحضارات الأناضولية في أنقرة في تركيا

بعد فصل الشتاء في أنطاكية خلال 115/116 – وبحسب المصادر الأدبية، وبعد أن هرب بالكاد من زلزال عنيف أودى بحياة أحد القناصل، ماركوس بيدو فيرجيليانوس – عاد تراجان مرة أخرى إلى الميدان في 116، بهدف الفتح بالكامل لبلاد ما بين النهرين، وهو هدف مفرط الطموح جاء بنتائج عكسية في النهاية على نتائج حملته بأكملها. ووفقًا لبعض المؤرخين الحديثين، كان الهدف من حملة 116 هو تحقيق «مظاهرة استباقية» لا تهدف إلى غزو فرثيا، ولكن لتشديد السيطرة الرومانية على طريق التجارة الشرقية. ومع ذلك، فإن ندرة العمالة البشرية للمؤسسة العسكرية الرومانية تعني أن الحملة كانت محكوم عليها بالفشل منذ البداية. الجدير بالذكر أن تراجان لم يقدم أي جحافل جديدة قبل الحملة الفرثية، ربما لأن مصادر المجندين المواطنين الجدد قد تم استغلالها بالفعل بشكل مفرط.
بقدر ما تسمح المصادر بوصف هذه الحملة، يبدو أن فرقة رومانية عبرت نهر دجلة إلى حدياب، واجتاحت الجنوب وسيطرت على أدينيستراي. تابعت الثانية النهر جنوبًا، واستولت على بابل. أبحر تراجان بنفسه على نهر الفرات من دورا أوربوس – حيث نصب قوس النصر على شرفه – من خلال أوزوغاردانا، حيث أقام «محكمة» لا تزال موجودة في وقت حملات يوليان المرتد في نفس المنطقة. بعد أن وصل إلى الشريط الضيق من الأرض بين الفرات ودجلة، قام بعد ذلك بسحب أسطوله برًا إلى نهر دجلة، واستولى على سلوقية وأخيرًا العاصمة الفرثية طيسفون.
كما تابع جنوبا إلى الخليج العربي، عندما - بعد تحمل أسطوله المد والجزر على نهر دجلة - حصل على طاعة أثامبيلوس، حاكم خاراكس. لقد أعلن بابل مقاطعة جديدة للإمبراطورية، وتم نصب تمثاله على شاطئ الخليج العربي، وبعد ذلك أرسل إلى مجلس الشيوخ رسالة غار يعلن فيها أن الحرب كانت قريبة ويتحسر أنه كان عجوزًا جدًا ليذهب إلى أبعد من ذلك ويكرر غزوات الإسكندر الأكبر.
بما أن خاراكس كانت مملكة مستقلة بحكم الواقع تم وصف علاقاتها مع تدمر أعلاه، فقد تزامن عرض تراجان للخليج العربي مع مصالح تدمرية في المنطقة. تقول فرضية أخرى أن حكام خاراكس كان لديهم مخططات توسعية في بابل الفرثية، مما أعطهم سببًا منطقيًا للتحالف مع تراجان. يبدو أن العاصمة الصيفية للفرثيين، شوشان قد اُحتلت أيضا من قبل الرومان.
وفقًا لمصادر أدبية متأخرة (غير مدعومة بأدلة نقود أو نقش) فقد تم إعلان مقاطعة آشور مقاطعة رومانية أيضًا، ويبدو أنها تغطي أراضي حدياب. ربما تم النظر في بعض التدابير فيما يتعلق بالإدارة المالية للتجارة الهندية – أو ببساطة بشأن دفع الجمارك (بورتوريا) على السلع المتداولة في الفرات ودجلة. من المحتمل أن يكون هذا «تبسيطًا» لإدارة الأراضي التي تم احتلالها حديثًا وفقًا للنمط القياسي لإدارة المقاطعات الرومانية في تحصيل الضرائب، والطلبات، والتعامل مع امتيازات السلطات المحلية، هو الأمر الذي أثار لاحقًا مقاومة ضد تراجان.
وفقًا لبعض المؤرخين الحديثين، ربما يكون تراجان قد انشغل بنفسه أثناء إقامته على الخليج العربي بأمر الغارات على السواحل الفرثية، بالإضافة إلى التحقق من توسيع سلطة الرومان على قبائل متسلقة الجبال التي تحتفظ بالممرات عبر جبال زاغروس في الهضبة الإيرانية شرقًا، فضلًا عن إقامة نوع من الاتصال المباشر بين روما والإمبراطورية الكوشانية. لم تُبذل أي محاولة للتوسع في الهضبة الإيرانية نفسها، حيث كان الجيش الروماني، مع ضعفه النسبي في سلاح الفرسان، في وضع غير مؤات.

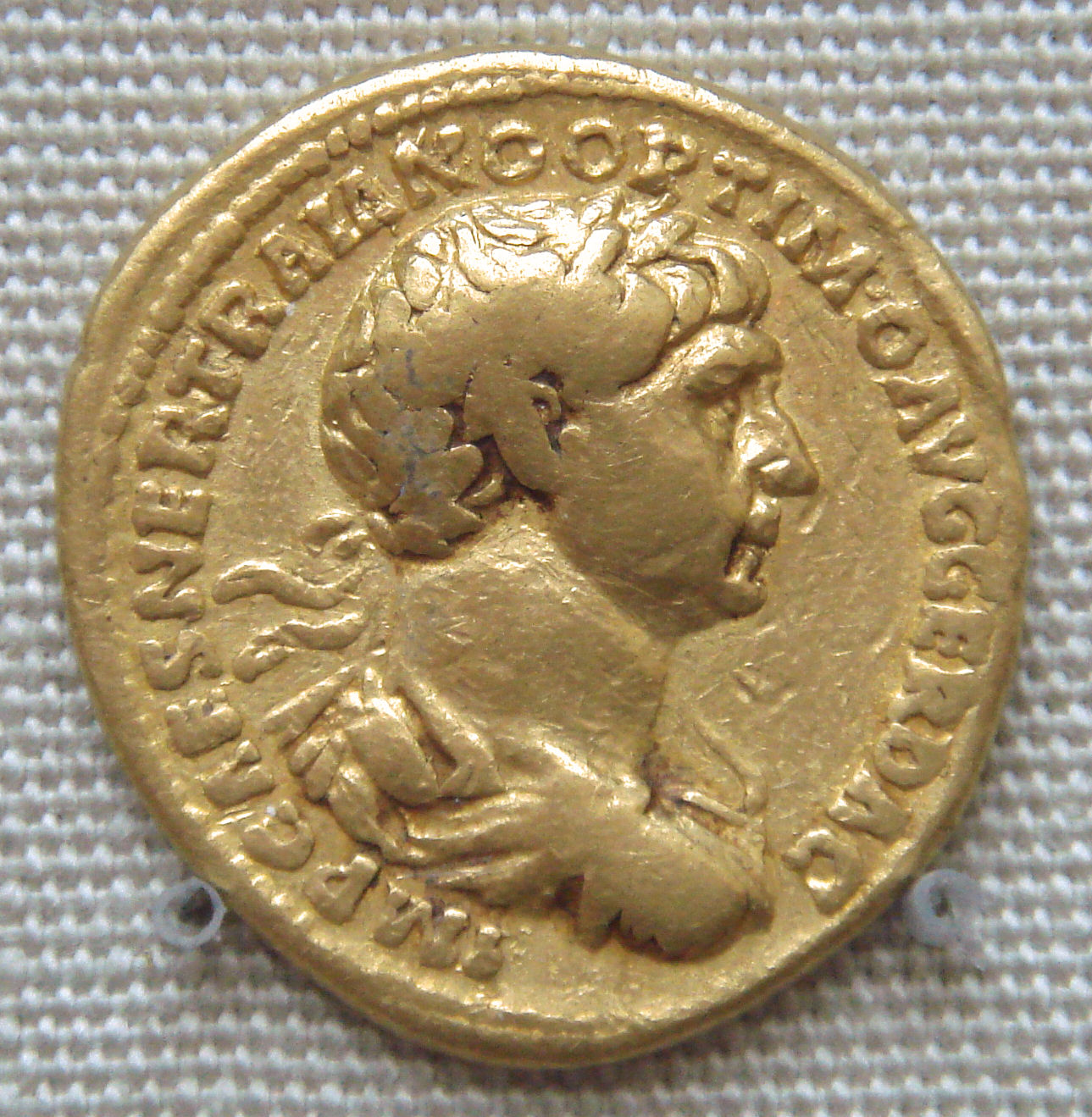
قطعة نقدية لتراجان، وجدت مع عملات معدنية لحاكم الإمبراطورية الكوشانية كانيشكا، في دير أهين بوش البوذي في أفغانستان

ومع ذلك، عندما غادر تراجان الخليج العربي إلى بابل – حيث كان ينوي تقديم الأضحية إلى الإسكندر في المنزل الذي توفي فيه عام 323 قبل الميلاد – وقع اندلاع مفاجئ للمقاومة الفرثية، بقيادة ابن شقيق ملك الفرثيين، ساناتروس، الذي احتفظ بقوة سلاح الفرسان، وربما تم تعزيزه بإضافة رماة ساكا، عرضت المواقع الرومانية للخطر في بلاد ما بين النهرين وأرمينيا، وهو أمر سعى تراجان للتعامل معه من خلال التخلي عن الحكم الروماني المباشر في فرثيا، جزئيًا على الأقل.
أرسل تراجان جيشين نحو شمال بلاد ما بين النهرين: الأول، تحت لوسيوس كوييتوس، الذي أسترد نصيبين والرها من المتمردين، وربما كان الملك أبجر المخلوع موجودًا وقتل في هذه العملية، في حين هُزم الثاني، الذي كان تحت قيادة أبيوس ماكسيموس سانترا (ربما محافظ مقدونيا)، حيث قُتل سانترا. في وقت لاحق عام 116، هزم تراجان، بمساعدة كوييتوس واثنين من المندوبين الآخرين، ماركوس إروسيوس كلاروس وتيبيريوس يوليوس ألكسندر جوليانوس، جيشًا فرثيًا في معركة قتل فيها ساناتروس. وبعد استعادة سلوقية وحرقها، قام تراجان رسميًا بإزاحة ملك الفرثيين أوسرويس الأول ووضع حاكمه الدمية بارثاماسباتيس على العرش. تم الاحتفال بهذا الحدث بعملة معدنية ليتم تقديمه على أنها اختزال لحالة فرثيا إلى مملكة عميلة باسم: REX PARTHIS DATUS، «يتم منح الملك إلى الفرثيين».
بذلك، تراجع تراجان شمالًا ليحتفظ بما يمكنه من مقاطعات أرمينيا الجديدة – حيث كان قد قبل بالفعل هدنة في مقابل تسليم جزء من الأراضي إلى نجل ساناتروس فولوغيس وبلاد ما بين النهرين.

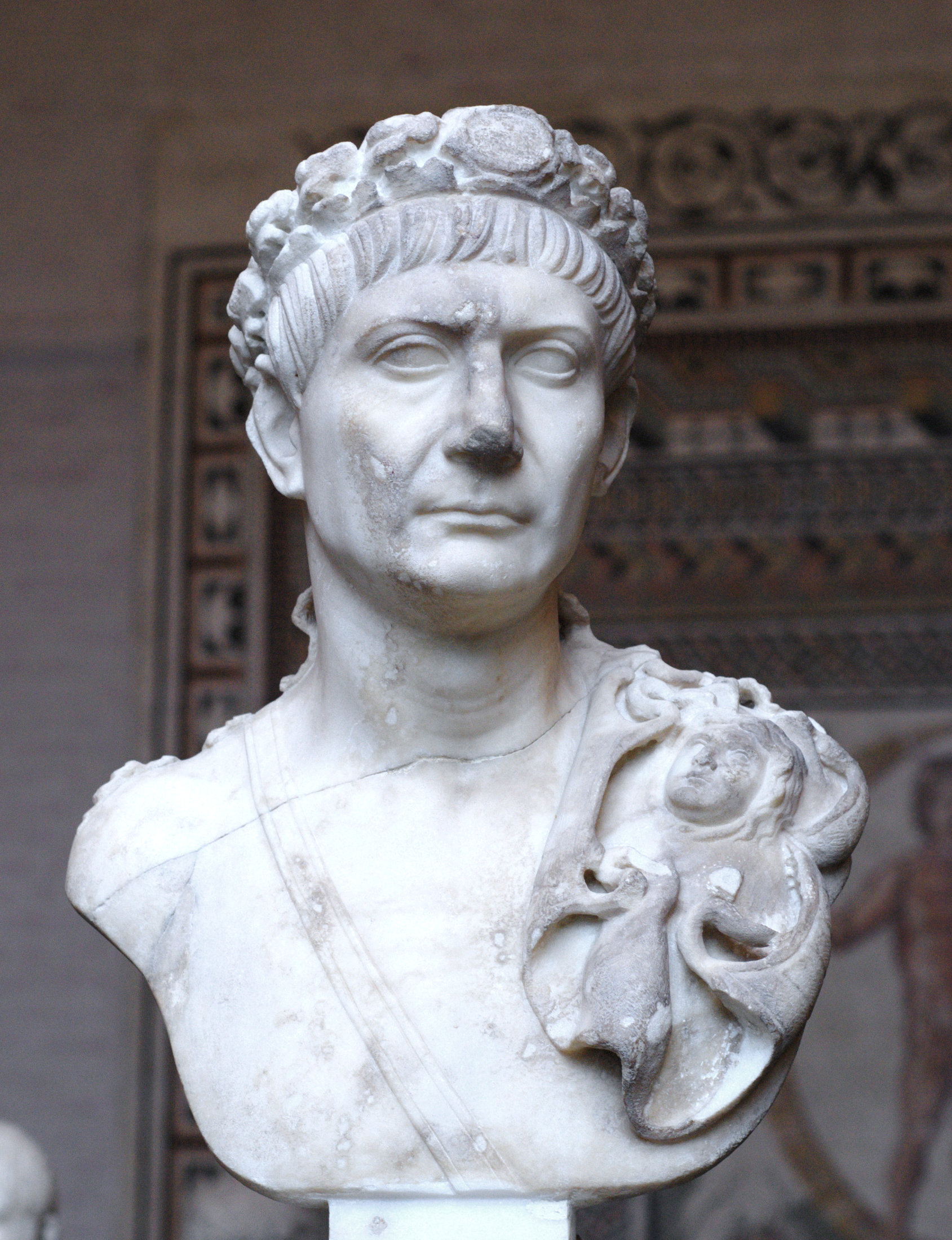
تمثال نصفي لتراجان، جليبوثيك في ميونخ

في هذه المرحلة بدأت تتدهور صحة تراجان. واصلت مدينة الحضر، على نهر دجلة في ظهره، الصمود في وجه الاعتداءات الرومانية المتكررة. لقد كان حاضرًا شخصيا في الحصار، ومن المحتمل أنه أصيب بضربة شمس أثناء وجوده في الحر الشديد.

### الانتفاضة اليهودية
بعد ذلك بوقت قصير، انتفض اليهود داخل الإمبراطورية الرومانية الشرقية، في مصر وقبرص وسيرين – ربما تكون هذه المقاطعة الأخيرة نقطة التوتر الأصلية – في ما ربما كان تمردًا دينيًا ضد الوثنيين المحليين، تم تسمية هذا التمرد الواسع النطاق بعد ذلك باسم حرب كيتوس. اندلع تمرد آخر بين المجتمعات اليهودية في شمال بلاد ما بين النهرين، ربما جزءٌ من رد فعل عام ضد الاحتلال الروماني.
اضطر تراجان إلى سحب جيشه من أجل إخماد الثورات. لقد رأى هذا الانسحاب مجرد انتكاسة مؤقتة، لكنه لم يقد الجيش في الميدان مرة أخرى، محولًا قيادة جيوشه الشرقية إلى لوسيوس كوييتوس، الذي صار في الوقت نفسه حاكمًا ليهودا وربما اضطر إلى التعامل في وقت سابق مع نوع من الاضطرابات اليهودية في المحافظة. قام كوييتوس بإنجاز مهمته بنجاح، لدرجة أن الحرب سميت بعده باسمه – وقد سمي في تلك الحرب خطأً باسم كيتوس.
وُعد كوييتوس بقنصلية في العام التالي (118) لانتصاراته، لكنه قتل قبل أن يحدث ذلك، خلال التطهير الدموي الذي فتح عهد هادريان حيث حكم على كوييتوس وثلاثة قناصل سابقين آخرين بالإعدام بعد محاكمة بتهمة غامضة بسبب التآمر من قبل المحكمة (السرية) التابعة لحاكم إمبراطوري برايتوري أتيانوس.
تم الافتراض بأن كويتوس وزملائه أُعدموا بناء على أوامر هادريان المباشرة، خوفًا من مكانتهم الشعبية مع الجيش وعلاقاتهم الوثيقة مع تراجان.
على النقيض من ذلك، فإن الشخصية الرومانية البارزة التالية المسؤولة عن قمع الثورة اليهودية، الفروسي مارسيوس توربو، الذي تعامل مع زعيم المتمردين من قورينا، ولوكوا، قد احتفظ بثقة هادريان، وأصبح في النهاية حاكمه الإمبراطوري. على ما يبدو، لم يستطع هادريان السماح باستمرار وجود مجموعة من جنرالات مجلس الشيوخ المستقلين الذين ورثوا عن سلفه إلى جانبه. وبما أن جميع القناصل الأربعة كانوا أعضاء في مجلس الشيوخ من أعلى مكانة وعلى هذا النحو فإنهم يعتبرون عمومًا قادرين على الاستيلاء على السلطة الإمبراطورية (capaces imperii)، يبدو أن هادريان قد قرر شن ضربة استباقية ضد هؤلاء المنافسين المحتملين.

## قائمة المراجع
- Bennett، Julian (2001). Trajan. Optimus Princeps. Bloomington: Indiana University Press. ISBN:978-0-253-21435-5.
- باللغة الفرنسيةChoisnel، Emmanuel (2004). Les Parthes et la Route de la Soie. Paris: L'Harmattan. ISBN:978-2-7475-7037-4.
- Edwell، Peter (2007). Between Rome and Persia: The Middle Euphrates, Mesopotamia and Palmyra Under Roman Control. Abingdon: Routledge. ISBN:978-0-203-93833-1.
- Finley، M.I. (1999). The Ancient Economy. Berkeley: University of California Press. ISBN:978-0-520-21946-5.
- Găzdac، Cristian (2010). Monetary Circulation in Dacia and the Provinces from the Middle and Lower Danube from Trajan to Constantine I (AD 106–337). Cluj-Napoca: Mega. ISBN:978-606-543-040-2.
- Luttwak، Edward N. (1979). The Grand Strategy of the Roman Empire: From the First Century A.D. to the Third. Baltimore: Johns Hopkins University Press. ISBN:978-0-8018-2158-5.
- Mommsen، Theodor (1999). A History of Rome Under the Emperors. London: Routledge. ISBN:978-0-203-97908-2.
- Sidebotham، Steven E. (1986). Roman Economic Policy in the Erythra Thalassa: 30 B.C. – A.D. 217. Leiden: Brill. ISBN:978-90-04-07644-0.
- باللغة الفرنسية Veyne، Paul (2001). La Société Romaine. Paris: Seuil. ISBN:978-2-02-052360-8.
- باللغة الفرنسيةVeyne، Paul (2005). L'Empire Gréco-Romain. Paris: Seuil. ISBN:978-2-02-057798-4.
- Young، Gary K. (2001). Rome's Eastern Trade: International Commerce and Imperial Policy 31 BC – AD 305. Abingdon: Routledge. ISBN:978-0-203-47093-0.